# Aries-Espénan
Aries-Espénan è un comune francese di 66 abitanti situato nel dipartimento degli Alti Pirenei nella regione dell'Occitania.

## Società

### Evoluzione demografica
Abitanti censiti